# Dầu Tiếng, Thành phố Hồ Chí Minh
Dầu Tiếng là xã thuộc Thành phố Hồ Chí Minh, Việt Nam.

## Địa lý
Thị trấn Dầu Tiếng nằm ở phía tây huyện Dầu Tiếng, có vị trí địa lý:
- Phía đông giáp xã Định Hiệp
- Phía tây giáp tỉnh Tây Ninh
- Phía nam giáp xã Thanh An
- Phía bắc giáp xã Định Thành.

Thị trấn Dầu Tiếng có diện tích 26,33 km², dân số năm 2021 là 22.403 người, mật độ dân số đạt 851 người/km².

## Hành chính
Thị trấn Dầu Tiếng được chia thành 8 khu phố: 1, 2, 3, 4A, 4B, 5, 6, 7.

## Lịch sử
Trước đây, Dầu Tiếng là một thị trấn thuộc huyện Bến Cát cũ.
Ngày 29 tháng 8 năm 1994, Chính phủ ban hành Nghị định số 101/1994/QĐ-CP về việc chuyển xã Định Thành thành thị trấn Dầu Tiếng thuộc huyện Bến Cát.
Ngày 23 tháng 7 năm 1999, Chính phủ ban hành Nghị định 58/1999/NĐ-CP về việc:
- Chuyển thị trấn Dầu Tiếng trực thuộc huyện Dầu Tiếng mới tái lập
- Điều chỉnh 1.800 ha diện tích tự nhiên và 1.007 nhân khẩu của thị trấn Dầu Tiếng sáp nhập vào xã Định Hiệp

Sau khi điều chỉnh địa giới hành chính, thị trấn Dầu Tiếng có 3.487 ha diện tích tự nhiên và 17.005 nhân khẩu.
Ngày 10 tháng 12 năm 2003, Chính phủ ban hành Nghị định 156/2003/NĐ-CP. Theo đó, thành lập xã Định Thành trên cơ sở điều chỉnh 550 ha diện tích tự nhiên và 822 nhân khẩu của thị trấn Dầu Tiếng.
Sau khi điều chỉnh địa giới để thành lập xã Định Thành, thị trấn Dầu Tiếng còn lại 2.928 ha diện tích tự nhiên và 16.427 nhân khẩu.